# Sarny

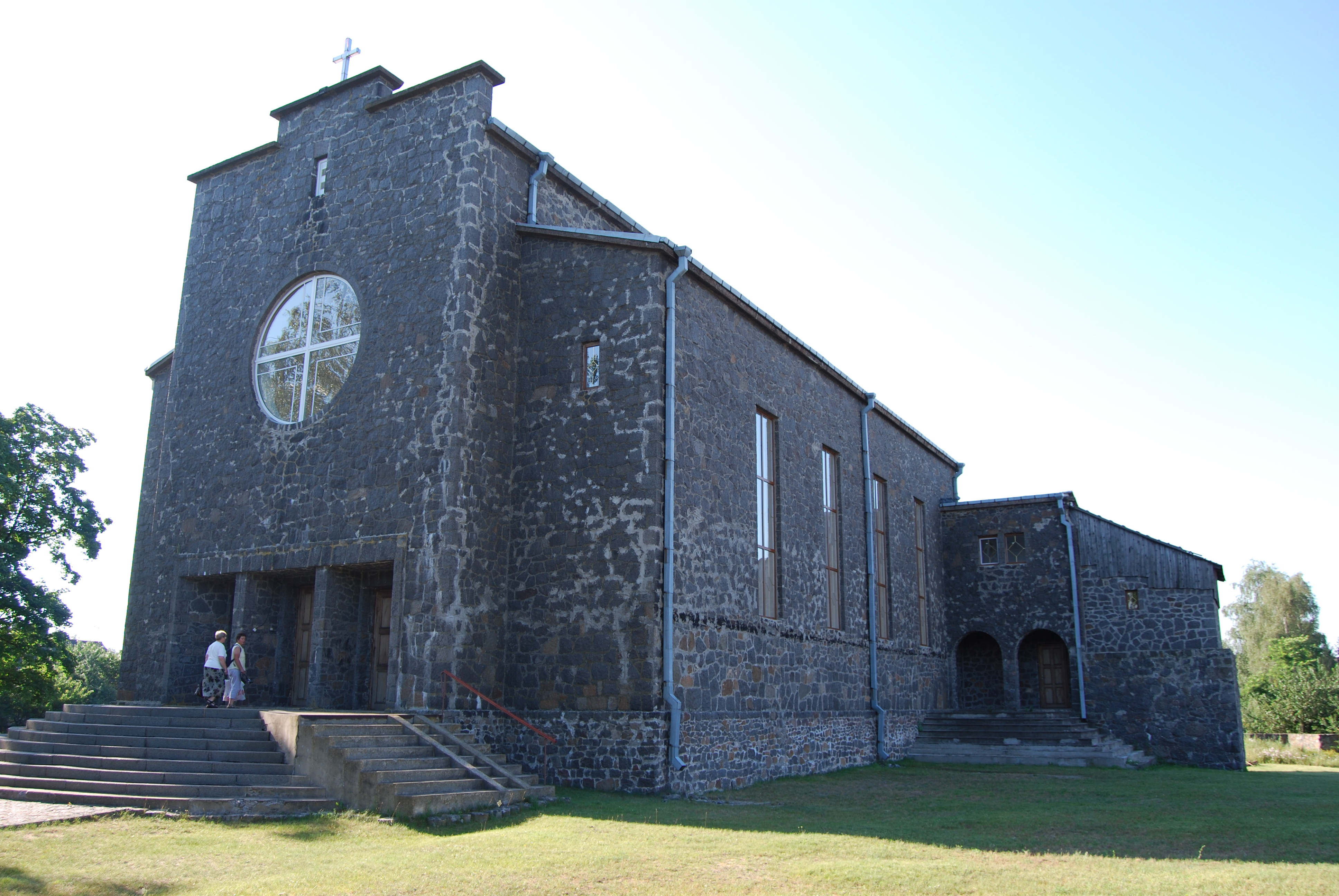
Zbudowany z bazaltu w początkach 20-lecia międzywojennego kościół garnizonowy Korpusu Ochrony Pogranicza, obecnie kościół ojców pallotynów w Sarnach

Sarny (ukr. Сарни) – miasto w zachodniej części Ukrainy, w obwodzie rówieńskim, nad rzeką Słucz. Węzeł kolejowy. W 2001 liczyło 28 257 mieszkańców.

## Historia
Miasto, które powstało jako węzeł kolejowy, łączy w sobie historię Ukraińców, Polaków, Żydów i Romów.
W 1859 roku Sarny (Dorotycze) były wsią własnościową, była drewniana cerkiew, kaplica rzymskokatolicka i gorzelnia, 132 podwórka i 1100 mieszkańców (547 mężczyzn i 553 kobiety), w tym 1088 prawosławnych, 8 Żydów, 4 rzymskich katolików.
W 1885 roku na skrzyżowaniu linii kolejowych Równe–Łuniniec i Kowel–Korosteń (zob. Kolej Kowelska) zbudowano mały drewniany budynek. Tak na mapie połączeń kolejowych pojawiła się nazwa stacji – „Sarny”. Zaczęto budować mieszkania dla pracowników stacji, a populacja zaczęła zauważalnie rosnąć. Dalszy rozwój miejscowości był więc ściśle związany z koleją. W 1902 roku wybudowano filię Kijów–Sarny–Kowel. Następnie we wsi wybudowano parowozownię i plac wagonowy.
3 czerwca 1917 roku dekretem Rządu Tymczasowego o przekształceniu 41 osad wiejskich w miasta, wieś w pobliżu stacji Sarny, obwodu rówieńskiego guberni wołyńskiej, otrzymała status miasta. W 1920 r. władze sowieckie, nie uznając zarządzeń „starego ustroju”, ponownie nadały Sarnom status miasta.
W 1921 roku, po zawarciu pokoju ryskiego, Sarny znalazły się na terytorium Polski i były siedzibą powiatu sarneńskiego w województwie poleskim, a od 16 grudnia 1930 r. w wołyńskim. 45% mieszkańców stanowili Żydzi (4070 w 1937 roku), drugą najliczniejszą grupą narodowościową byli Ukraińcy. Od 1930 do 1939 było garnizonem Korpusu Ochrony Pogranicza. Stacjonowało w nim dowództwo pułku KOP „Sarny”.
18 września 1939 roku miasto zostało zajęte przez Armię Czerwoną. Pani J.R. z Wołynia pisała o mordzie na polskich policjantach w Sarnach, wkrótce po wkroczeniu Sowietów do tego miasta: „Żydzi z bronią krótką w ręku wraz z kilkoma żołnierzami radzieckimi prowadzili polską Policję Państwową, plując na nich, krzycząc „przepuścić tych psów”. Policja szła bez pasów, z rękami w górze, szli na śmierć. Szli w pięciu grupach, około 300 osób. Szli w stronę mostu na rzece Słucz w las. Przez te ciężkie lata nigdy żadna wzmianka o ich losie, grobach, nie przywróciła ich pamięci. Więcej w tej sprawie nie mogę powiedzieć, ponieważ musieliśmy uciekać w stronę Lwowa na Przemyśl (…) Cześć ich pamięci! Chyba w tej sprawie znajdą się inni Polacy, co widzieli”. (Cyt. za: R. Szawłowski, op.cit., t. 1, s. 390) Gen. Stanisław Sosabowski (wspomnienia Droga wiodła ugorem): „Gdy się zjawiłem przy ul. Halickiej, starsza siostra żony i ciotka – rodzice bowiem już nie żyli – zachowały się tak, jakbym był duchem. – Na miły Bóg – mówiły – uciekaj stąd, tu się dzieją straszne rzeczy – zaczęły wyliczać, kto został aresztowany, kto już rozstrzelany. – Miejscowi nacjonaliści ukraińscy, Żydzi denuncjują wszystkie byłe wybitniejsze osobistości”.
W pierwszych dniach lipca 1941 roku, po wybuchu wojny niemiecko-sowieckiej, w miejscowym areszcie NKWD zamordowało od 70 do 100 więźniów. Od lipca 1941 miasto znajdowało się pod okupacją niemiecką. 2 kwietnia 1942 Niemcy utworzyli w Sarnach getto dla Żydów miejscowych i przesiedlonych z okolicznych miejscowości, wskutek czego liczba ludności żydowskiej w mieście wzrosła do 13 tysięcy. W dniach 27–28 sierpnia 1942 roku Sicherheitsdienst przy udziale niemieckiej żandarmerii, ukraińskiej policji i Wehrmachtu rozstrzelało Żydów w podmiejskich lasach. Według niektórych źródeł 3 tys. osób zdołało zbiec przed egzekucją.
Podczas rzezi wołyńskiej w 1943 roku Sarny były miejscem, do którego ściągali polscy uchodźcy z eksterminowanych przez UPA wsi. W maju 1943 Niemcy utworzyli w Sarnach oddział policji złożony z Polaków, który bronił miasta i pacyfikował ukraińskie wsie. Polskich uchodźców Niemcy sukcesywnie wywozili do Generalnego Gubernatorstwa oraz na roboty przymusowe w III Rzeszy.
Od 11 stycznia 1944 ponownie zajęte przez wojska sowieckie, jako pierwsze miasto powiatowe II RP.

## Gospodarka
W mieście rozwinął się przemysł spożywczy, metalowy oraz meblarski.

## Ludzie związani z Sarnami
- Władysław Arendarski – polski duchowny katolicki, kapłan diecezji łuckiej, wikariusz w Sarnach,
- Czesław Bobrowski – polski ekonomista, prezes Centralnego Urzędu Planowania, profesor zwyczajny Uniwersytetu Warszawskiego,
- Witold Czarnecki (architekt) – polski architekt, profesor zwyczajny Politechniki Białostockiej, żołnierz Armii Krajowej – 3. Brygady Partyzanckiej „Szczerbca” AK.
- Franciszek Gomułczak – polski duszpasterz katolicki, proboszcz w Sarnach,
- Aleksander Grygorowicz – polski architekt, profesor zwyczajny Politechniki Poznańskiej,
- Kamil de Pourbaix – polski działacz społeczny na Wołyniu, ziemianin, założyciel Związku Ziemian w Sarnach,
- Bolesław Świętochowski – polski twórca fundamentalnej w naukach rolniczych specjalności ogólna uprawa roli i roślin, kierownik Zakładu Doświadczalnego Uprawy Torfowisk w Sarnach,
- Martin Wołkow – ukraiński działacz społeczny, proboszcz w Sarnach,
- Piotr Ostaszewski – pilot w bitwie o Anglię.

### Sprawiedliwi wśród Narodów Świata(ratujący Żydów w Sarnach)
- rodzina Anyszkewyczów: Hanna, jej mąż Łuk'jan oraz ich córki: Lidija, Jewhenija (po mężu Dziatkiewicz) i Weronika - ukrywali Leę Lipets[7][8][9][10][11][12]
- Stefan i Antonina Piechotowie - uratowali Sarę Jospe i Leontynę Teman[13][14]

## Sport
Do 1939 roku w mieście funkcjonowały kluby piłkarskie KS Słucz Sarny, WKS Zagończyk Sarny i ŻKS Hasmonea Sarny. Od 1944 roku istniały kluby Dynamo Sarny, Łokomotyw Sarny, Majak Sarny i Olimp Sarny.

## Miasta partnerskie
Nidzica
 Nowy Dwór Gdański